# Microsteira ampihamensis
Microsteira ampihamensis är en tvåhjärtbladig växtart som beskrevs av Arenes. Microsteira ampihamensis ingår i släktet Microsteira och familjen Malpighiaceae. Inga underarter finns listade i Catalogue of Life.